# 中村史郎
中村 史郎（なかむら しろう、1950年10月17日 - ）は、日本のカーデザイナー、工業デザイナー。

## 来歴・人物
大阪府出身。武蔵野美術大学工業デザイン専攻卒業。
ジェミニ（3代目）、ビークロス（ただし1993年発表のコンセプトカーのみ。）、ウィザード/ミュー（2代目）のチーフデザイナーとして参画。
いすゞ自動車時代より、アートセンター・カレッジ・オブ・デザインでの派遣留学、ゼネラルモーターズアドバンスデザインスタジオやいすゞヨーロッパエンジニアリング時代の経験や人脈を評価され、海外のヘッドハンティング会社を通じて日産自動車に移籍した。なお、この日産自動車への移籍に当たっては、1999年10月に行われたが、実際にヘッドハンティングの会社から打診があったのは同年6月末と本人が語っている。（参考：北野高校われら六稜人【第32回】右脳と左脳のホイールバランスに本人インタビュー掲載）
カルロス・ゴーンが自らスカウトし、日産のデザインの変革を託した。
1999年以降、デザイン本部長として日産全車のデザイン決定に参画。

## 経歴
- 1974年 - 武蔵野美術大学工業デザイン専攻卒業後、いすゞ自動車入社。
- 1979年 - カリフォルニア州の私立大学アートセンター・カレッジ・オブ・デザインに派遣留学。
- 1981年 - 同校首席卒業
- 1985年 - GMデザインアドバンススタジオ
- 1989年 - いすゞヨーロッパエンジニアリング　デザインマネージャー兼チーフデザイナー
- 1991年 - いすゞピアッツァ（2代目）が発表される。
- 1993年 - いすゞビークロスが発表される。
- 1997年 - いすゞ自動車アメリカ　副社長（商品企画担当）
- 1998年 - いすゞ自動車デザインセンター部長に就任。
- 1999年 - 日産自動車のカルロス・ゴーン日産自動車社長兼COO（当時）に引き抜かれ、移籍。当時日産は筆頭株主であるルノーから赴任してきたゴーンのもとでリバイバル・プランを進めていた。
- 2000年 - 日産デザイン本部長に就任、以後日産車の全てのデザインを任され、以後ゴーンと共に日産を牽引していく中心的な存在となる。
- 2001年 - 日産自動車 常務に就任。
- 2003年 - ベストドレッサー賞政治･経済部門受賞。
- 2006年 - 日産自動車　常務執行役員 (CVP) チーフ・クリエイティブ・オフィサー (CCO)
- 2014年 - 日産自動車　専務執行役員 (SVP) チーフ・クリエイティブ・オフィサー (CCO)
- 2017年 - 日産自動車　SVP退任。後任としてインフィニティブランドのチーフデザイナーであったアルフォンソ・アルベイザが日産自動車グローバルデザイン担当のSVPに就任する[2][3][4][5]。

## テレビ番組
- 日経スペシャル ガイアの夜明け ゴーン改革最終章 〜DNAを受け継ぐ人たち〜（2005年3月1日、テレビ東京）[1]。

## 著書
- 『ニホンのクルマのカタチの話』（2011年3月19日、毎日新聞社）ISBN 978-4620320441